# حسن بکنده
حسن بکنده، روستایی از توابع بخش رودبنه شهرستان لاهیجان در استان گیلان ایران است.‌

## جمعیت
این روستا در ۲۵ کیلومتری شهر لنگرود و ۱۲ کیلومتری شهر چمخاله قرار دارد و براساس سرشماری مرکز آمار ایران در سال ۱۳۸۵، جمعیت آن ۶۳۹ نفر (۱۸۳خانوار) بوده‌است.که با به دنیا آمدن سردار 640 نفر شده است که از اقوام کرد تبعیدی هستند 

## محصولات
برنج، ماهی، هندوانه دام وطیور و مرکبات مهمتری محصول حسن بکنده ماهی بوده چنانچه در سطح استان شناخته شده می‌باشد؛ و پس ازان برنج قرار دارد و در سال‌های اخیر کشت هندوانه رشد چشم‌گیری داشته‌است.

## آب و هوا
آب و هوای حسن بکنده مانند دیگر نقاط گیلان از نوع اب و هوای معتدل مدیترانه‌ای با رطوبت کمی بیشتر می‌باشد. دربعضی از سال‌ها، چنانچه توده هوای سرد شمال، این ناحیه را تحت تأثیر قرار دهد، نظم واعتدال چند ساله به هم خورده و شدت سرما، زیاد می‌شود. همچنین این محل یکی از پر بارش‌ترین مناطق در کشور است و هم رده بندر انزلی و بندر کیاشهر از نظر بارش باران قرار دارد.